# Honduras i olympiska sommarspelen 1968
Honduras deltog i de olympiska sommarspelen 1968 med en trupp bestående av sex deltagare, samtliga män, vilka deltog i fyra tävlingar i en sport. Ingen av landets deltagare erövrade någon medalj.